# ObZen
Albums de Meshuggah
Catch Thirtythree
(2005) Koloss
(2012)
obZen est le sixième album studio du groupe de metal suédois Meshuggah. Il est sorti le 7 mars 2008 en Europe et le 11 mars 2008 aux États-Unis.

## Album
L'album contient neuf titres, et sa durée totale est de 52 minutes et 25 secondes. L'album a débuté à la 59e place lors de sa première semaine de sortie aux États-Unis, avec des ventes atteignant les 11 384 exemplaires. En Suède, l'album a démarré à la 16e place. Au Royaume-Uni, l'album a débuté à la 151e place. Une vidéo fut produite pour la version courte de la chanson « Bleed ».
La sortie de l'album a été suivi par la première tournée mondiale du groupe.
Le 19 septembre 2008, obZen a atteint les 50 392 exemplaires vendus aux États-Unis.

## Liste des titres
Toutes les paroles sont écrites par Tomas Haake.
| 1.    | Combustion                     | Thordendal      | 4:08 |
| 2.    | Electric Red                   | Hagström, Haake | 5:51 |
| 3.    | Bleed                          | Thordendal      | 7:22 |
| 4.    | Lethargica                     | Hagström        | 5:47 |
| 5.    | obZen                          | Hagström        | 4:24 |
| 6.    | This Spiteful Snake            | Hagström, Haake | 4:52 |
| 7.    | Pineal Gland Optics            | Thordendal      | 5:12 |
| 8.    | Pravus                         | Hagström        | 5:10 |
| 9.    | Dancers to a Discordant System | Thordendal      | 9:36 |
| 52:25 |                                |                 |      |